# Aarre Kuukauppi
Aarre Kuukauppi (på ryska: Арри Матвеевич Кугаппи), född 14 februari 1953 i Paadjärvi, Karelsk-finska SSR, är biskop i Ingermanlands evangelisk-lutherska kyrka i Ryssland. Kuukauppi vigdes som diakon år 1990 och som präst 1992. Han vigdes till biskop av Leino Hassinen år 1996.

## Källa
- Denna artikel är helt eller delvis översatt från motsvarande artikel på finska wikipedia.